# Йову, Кристина
Кристи́на Йо́ву (рум. Cristina Iovu, род. 8 ноября 1992, Кишинёв) — молдавская, азербайджанская и румынская тяжелоатлетка, чемпионка Европы, призёр чемпионата мира.

## Биография
Родилась 8 ноября 1992 года в Кишинёве.
В апреле 2012 года стала абсолютной чемпионкой Европы в весовой категории до 53 кг на чемпионате в Анталье. В рывке подняла штангу весом 91 кг, в толчке — 116 кг, в сумме двоеборья результат составил 207.
29 июля 2012 года на соревнованиях по тяжёлой атлетике на Летних Олимпийских играх в Лондоне стала бронзовым призёром в категории до 53 кг. В сумме двух упражнений подняла вес 219 кг. Завоёванная награда стала первой олимпийской медалью в истории женской тяжелой атлетики Молдавии.
Была признана лучшей спортсменкой Молдавии 2012 года.
В январе 2013 года Кристина Йову выехала на сборы в Азербайджан, где изъявила желание выступать за сборную этой страны. Национальный олимпийский комитет Молдавии пригрозил спортсменке дисквалификацией. Конфликт разрешился в июле 2013 года — молдавская Федерация тяжелой атлетики согласилась принять от Азербайджана 50 тысяч долларов в качестве компенсации за разрешение для Йову выступать под флагом этой страны.
8 июля 2013 года, выступая за Азербайджан на летней Универсиаде 2013 в Казани, Кристина Йову завоевала серебряную медаль в весовой категории до 58 кг. Затем, 21 октября 2013 года на чемпионате мира во Вроцлаве стала серебряным призёром в категории до 53 кг, набрав 221 кг по сумме двоеборья, но была дисквалифицирована на два года и лишена обеих медалей за употребление запрещенного препарата оксандролона.
21 ноября 2016 года решением МОК из-за положительной допинг-пробы Кристина Йову была лишена бронзовой медали Олимпийских игр 2012 года.
В начале ноября 2018 года на чемпионате мира в Ашхабаде, румынская спортсменка, в весовой категории до 55 кг, завоевала абсолютную бронзовую медаль, взяв общий вес 220 кг. В упражнении толчок она была второй взяв штангу весом 123 кг.